# Elecciones generales de Fiyi de 2014
Las elecciones generales de Fiyi de 2014 se realizaron el 17 de septiembre del mencionado año con el objetivo de restaurar la democracia en el país y normalizar definitivamente su situación institucional tras el golpe de Estado de 2006. Con la adopción de una nueva constitución, se debía elegir a los 50 miembros del Parlamento unicameral del país, que a su vez elegiría al presidente y al primer ministro. El sistema utilizado sería representación proporcional por medio de listas únicas nacionales, y el legislativo tendría un mandato de cuatro años. Además, se redujo la edad mínima para votar de veintiuno a dieciocho.
Después del golpe, los comicios fueron repetidamente retrasados por el gobierno provisional. Originalmente programados para marzo de 2009, no se celebraron porque los políticos no estaban de acuerdo con la Carta del Pueblo para el Cambio, la Paz y el Progreso. Entre 2009 y 2014, se hicieron muchos anuncios públicos y se formularon solicitudes, y el 23 de marzo de 2014 el gobierno interino anunció que las elecciones se celebrarían el 17 de septiembre de 2014, fecha en la que finalmente se realizaron.
El partido FiyiFirst (en español: Fiyi Primero) liderado por el primer ministro provisional del gobierno transitorio Frank Bainimarama, obtuvo una resonante victoria con el 59.62% del voto popular y 32 de los 50 escaños en disputa. El Partido Liberal Socialdemócrata (SODELPA), dirigido por Teimumu Kepa, quedó en segundo lugar con el 28.39% y 15 escaños. El Partido de la Federación Nacional (NFP), de Biman Prasad, fue el último en traspasar el umbral requerido para obtener escaños, recibiendo el 5.49% de los votos y quedándose con los 3 restantes. La participación electoral fue sumamente alta, alcanzando un 83.97% de los votantes registrados. Con este resultado, Bainimarama fue elegido para un mandato completo.

## Antecedentes

### Golpe de Estado y retraso continuo
Después del golpe de Estado militar del 6 de diciembre de 2006, el jefe de gobierno de facto Jona Senilagakali anunció que se realizarían elecciones "con suerte, en un año, y como máximo, en dos". También dejó en claro que no podrían presentar candidaturas ninguno de los funcionarios del gobierno transitorio.
Un mes después, el 6 de enero de 2007, el líder golpista Frank Bainimarama suplantó a Senilgakali como primer ministro. El 29 de enero, anunció que las elecciones se realizarían en cinco años. Se informó a una delegación regional que visitó el país entre el 30 y 31 de enero que no se podrían celebrar elecciones hasta que se hubiera realizado un censo electoral adecuado y se hubieran definido adecuadamente los distritos electorales. Mientras tanto, el procurador interino Aiyaz Sayed-Khaiyum sugirió utilizar el voto electrónico para acortar el período de conteo de votos (que anteriormente duraba más de diez días), y así reducir las posibilidades de que se orquestara un fraude electoral.
Más tarde, Bainimarama anunció que se modificarían muchos aspectos del sistema electoral, destacando el abandono del escrutinio mayoritario uninominal con distritos basados en las razas, y que las elecciones tendrían lugar en 2010. Aclaró posteriormente que el gobierno provisional no gozaba de facultades constitucionales para modificar el sistema electoral, por lo que los comicios de 2010 se realizarían bajo el sistema uninominal, pero que deseaba que se discutiera el cambio a un sistema de representación proporcional. A mediados de junio de 2007, Bainimarama cedió ante las demandas de la Unión Europea, Australia y Nueva Zelanda para realizar las elecciones antes del 28 de febrero de 2009; también solicitó ayuda con los preparativos para las elecciones.
El primer ministro depuesto, Laisenia Qarase, declaró que competiría en las elecciones. Por el contrario, Bainimarama dijo que no tenía intención de participar. En marzo de 2008, respondiendo a la presión regional para obtener pruebas concretas de su compromiso de celebrar elecciones en 2009, Bainimarama argumentó: "Las elecciones son fundamentales para la democracia, pero no siempre son, por sí mismas, una solución mágica o de solución rápida. ¿Cómo puede una elección, por sí sola, hacer una diferencia cuando se basa en acuerdos electorales comunitarios divisivos y basados en la raza? ¿Puede una elección, por sí misma, resolver las profundas diferencias que nuestra constitución ha perpetuado entre las diferentes razas en nuestro país? A menos que haya reformas fundamentales, ¿cómo puede una elección ayudarnos si nos llevará directamente a la misma vieja política mugrienta basada en intereses propios, amiguismo y corrupción?".
En abril de 2008, el ministro de Finanzas, Mahendra Chaudhry, declaró que era necesario completar e implementar la Carta del Pueblo para el Cambio y el Progreso antes de celebrar cualquier elección. En mayo, Bainimarama dijo que las elecciones no tendrían lugar en marzo de 2009 a menos que los políticos aceptaran la Carta. El derrocado vicepresidente Ratu Joni Madraiwiwi comentó que las próximas elecciones probablemente serían ganadas por "un partido político dominado por los fiyianos" (es decir, dominado por los indígenas) y preguntó qué harían los militares en ese caso.
Bainimarama declaró que el partido Soqosoqo Duavata ni Lewenivanua de Qarase estaría autorizado para tomar parte en las elecciones, pero que, de ser elegido, Qarase tendría que cumplir con la Carta del Pueblo. No estaría autorizado a introducir o reintroducir políticas, como la Ley de Reconciliación, Tolerancia y Unidad , que Bainimarama percibió como racistas. Bainimarama advirtió públicamente a Qarase que al hacerlo daría lugar a un nuevo golpe: "Si lo haces, te depondré". Sin embargo, en marzo de 2010, Bainimarama declaró que "cualquier político que haya jugado un papel en la política del país desde 1987" no podría presentarse a las elecciones. El razonamiento fue que "Fiji necesita nuevos políticos".
La Carta serviría como una pauta a este respecto. El fiscal general Aiyaz Sayed-Khaiyum declaró que "el Estatuto del Pueblo establece una tendencia o un curso por el cual el pueblo de Fiji realmente debería evaluar a los partidos políticos y los partidos políticos que esencialmente intentan disputar elecciones basados solo en política étnica no se presentan con intención de representar al pueblo de Fiyi". A pesar de su compromiso anterior de no presentarse, Bainimarama fundó y dirigió el partido FiyiFirst (Fiyi Primero) en las elecciones. Un apagón mediático sobre las actividades de la campaña se desarrolló de lunes a miércoles, el día de las elecciones. La prohibición incluía periódicos, radio, televisión, carteles de campaña y publicaciones en redes sociales de cualquier fiyiano.

### Preparación
En abril de 2009, el gobierno de Fiji anunció que las elecciones se llevarían a cabo "en septiembre de 2014". Bainimarama reiteró esto en julio, especificando que las elecciones se realizarían de conformidad con las disposiciones de una nueva constitución, que eliminaría la votación institucionalizada de base étnica. La nueva constitución también podría modificar el número de escaños en el Parlamento y posiblemente abolir el Senado.
En febrero de 2010, una petición, supuestamente respaldada por 600,000 signatarios, solicitó elecciones para el final del año. Bainimarama respondió que una elección anticipada no sería "práctica y realista": "La implementación de los cambios fundamentales y las reformas recogidas en la Carta del Pueblo y que ahora se están implementando en el marco de la hoja de ruta, este es el único plan o prioridad para Fiyi. Es un plan cuyo objetivo es un Fiyi mejor, donde todos se beneficien y no solo los pocos de élite, como ha sido el caso anteriormente". Descartó lo que llamó "demandas y propuestas irresponsables de individuos y grupos egoístas que van en contra de la Carta y la hoja de ruta".
En marzo de 2011, el ministro de Asuntos Exteriores de Nueva Zelanda, Murray McCully, anunció que Nueva Zelanda levantaría su prohibición de viajar a los miembros de la administración de Fiyi si el gobierno se comprometía a celebrar elecciones en 2014 y permitía que "todos los interesados participarán y no solo los favorecidos por el régimen ". Hasta entonces, Nueva Zelanda había insistido en que las elecciones debían realizarse antes. El Ministro de Asuntos Exteriores de Fiyi, Ratu Inoke Kubuabola, respondió que el gobierno de Fiyi estaba "comprometido a garantizar que se celebraran elecciones justas y limpias" en 2014.
El 30 de junio de 2012, comenzó el registro de votantes para las elecciones de 2014 en Suva. Unos días más tarde, un diplomático occidental confirmó que Fiyi estaba organizando efectivamente un proceso electoral futuro: "Parece ahora bastante claro que el gobierno fiyiano planea realizar elecciones en algún punto de 2014. La verdadera pregunta es en qué medida estos comicios cumplirán con los estándares internacionales. Crucial para responder esa pregunta es ver si a todos se les permite competir, y los medios y la sociedad civil pueden operar de una manera mínimamente libre".
Finalmente, el 23 de marzo de 2014, el gobierno de Fiyi anunció que las elecciones se llevarían a cabo el 17 de septiembre de ese año, un día que se declararía asueto nacional.

## Sistema electoral
Las elecciones se llevaron a cabo utilizando un sistema de escrutinio proporcional plurinominal con listas abiertas utilizando el método d'Hondt con el país como un único distrito nacional de 50 escaños con un umbral del 5% de los votos requerido para acceder a la representación legislativa. Las elecciones por voto postal se realizaron algunas semanas antes que los comicios efectivos. Esto terminó el 15 de septiembre. Poco después, comenzó un período de bloqueo de 48 horas, durante el cual ningún medio de comunicación, incluidos los impresos o sociales, puede imprimir o publicar ningún material electoral que insinúe una campaña.
Casi 590,000 ciudadanos se registraron para votar en las elecciones. 57.084 votantes se registraron para votar en Lautoka en 141 colegios electorales. Siete partidos se inscribieron para participar en las elecciones, con un total de 248 candidatos nominados, de los cuales dos eran independientes.

## Resultados
|  | 59.62 % |

|  | 28.39 % |

|  | 5.49 % |

|  | 3.22 % |

|  | 2.37 % |

|  | 1.19 % |

|  | 0.22 % |

|  | 0.26 % |

|  | 99.25 % |

|  | 0.75 % |

|  | 100.00 % |

|  | 83.97 % |

## Consecuencias
Los observadores internacionales aprobaron la elección como "creíble". Sin embargo, se observaron algunas deficiencias, como un marco restrictivo de los medios que limitó la capacidad de los periodistas fiyianos para "examinar rigurosamente los reclamos de candidatos y partidos", un plazo muy corto para la inscripción de candidatos y un complejo sistema de votación. Los líderes de varios de los partidos de la oposición protestaron el resultado, alegando fraude electoral.